# Volume 4
Albums de Joe Jackson
Two Rainy Nights
(2000) Afterlife
(2001)
Volume 4 est le quinzième album studio de Joe Jackson (sous le nom de Joe Jackson Band), sorti le 11 mars 2003.
Avec Volume 4, Joe Jackson renoue avec le rock, style de musique qu'il avait délaissé depuis Laughter and Lust en 1991.
L'album s'est classé 8e au Top Independent Albums et 297e au Top Internet Albums.

## Liste des titres
Toutes les chansons sont écrites et composées par Joe Jackson.
| No  | Titre               | Durée |
| --- | ------------------- | ----- |
| 1.  | Take It Like a Man  | 3:24  |
| 2.  | Still Alive         | 3:42  |
| 3.  | Awkward Age         | 3:22  |
| 4.  | Chrome              | 4:21  |
| 5.  | Love at First Light | 4:08  |
| 6.  | Fairy Dust          | 3:47  |
| 7.  | Little Bit Stupid   | 3:28  |
| 8.  | Blue Flame          | 5:23  |
| 9.  | Dirty Martini       | 4:51  |
| 10. | Thugz 'R' Us        | 3:23  |
| 11. | Bright Grey         | 4:17  |

| 1. | One More Time (live)                     | 3:15 |
| 2. | Is She Really Going Out with Him? (live) | 4:12 |
| 3. | On Your Radio (live)                     | 5:15 |
| 4. | Got the Time (live)                      | 3:47 |
| 5. | It's Different for Girls (live)          | 4:15 |
| 6. | I'm the Man (live)                       | 4:21 |

## Personnel
- Joe Jackson : chant, orgue, piano, piano électrique, mélodica
- Gary Sanford : guitare, chœurs
- Graham Maby : basse, chœurs
- David Houghton : batterie, chœurs